# Tri topolja na Pljuščiche
Tri topolja na Pljuščiche (Три тополя на Плющихе) è un film del 1967 diretto da Tat'jana Lioznova.